# Cinnamomum durifruticeticola
Cinnamomum durifruticeticola là loài thực vật có hoa trong họ Nguyệt quế. Loài này được Hatus. miêu tả khoa học đầu tiên năm 1954.